# Raymond Townsend
Raymond Anthony Townsend (San Jose, 20 dicembre 1955) è un ex cestista statunitense naturalizzato filippino, professionista nella NBA e in Italia.

## Carriera
Venne selezionato dai Golden State Warriors al primo giro del Draft NBA 1978 (22ª scelta assoluta).

## Palmarès
- Campione NCAA: 1

UCLA Bruins: 1975
- Coppa Intercontinentale: 1

Virtus Roma: 1984